# AutoPro Plaque
Az AutoPro Plaque egy díj volt a QMJHL-ben (mely egy junior jégkorongliga Kanadában) 1990 és 2002 között. Az a játékos kapta a szezon végén akinek a legjobb volt a +/- mutatója. 1990 és 1994 között Transamerica Plaque volt a neve.

## A díjazottak
| Szezon              | Játékos             | Csapat                       | +/-            |
| AutoPro Plaque      | AutoPro Plaque      | AutoPro Plaque               | AutoPro Plaque |
| ------------------- | ------------------- | ---------------------------- | -------------- |
| 2001–2002           | Jonathan Bellemare  | Shawinigan Cataractes        | +43            |
| 2000–2001           | Simon Gamache       | Val-d'Or Foreurs             | +64            |
| 1999–2000           | Brad Richards       | Rimouski Océanic             | +80            |
| 1998–1999           | Simon Tremblay      | Québec Remparts              | +71            |
| 1997–1998           | David Thibeault     | Victoriaville Tigres         | +53            |
| 1996–1997           | Pavel Rosa          | Hull Olympiques              | +59            |
| 1995–1996           | Daniel Goneau       | Granby Prédateurs            | +82            |
| 1994–1995           | Frederic Chartier   | Laval Titan Collège Français | +54            |
| Transamerica Plaque |                     |                              |                |
| 1993–1994           | Michel St. Jacques  | Chicoutimi Saguenéens        | +64            |
| 1992–1993           | Claude Savoie       | Victoriaville Tigres         | +47            |
| 1991–1992           | Carl Boudreau       | Trois-Rivières Draveurs      | +49            |
| 1990–1991           | Christian Lariviere | Saint-Hyacinthe Laser        | +50            |
| 1989–1990           | Martin St. Amour    | Trois-Rivières Draveurs      | +64            |